# Tol (llengua)
Tol, també conegut com Jicaque Oriental, Tolupan, i Torupan, és parlat per aproximadament 500 dels 19.600 tolupans a la reserva La Montaña de la Flor al Departament de Francisco Morazán, Hondures.

## Nom
Els parlants tol es refereixen a si mateixos com els tolpan, però els ladinos els diuen jicaques o turrupanes.

## Antiga extensió
El tol també es parlava a gran part del departament de Yoro, però només es va informar d'uns pocs parlants a la Vall de Yoro el 1974.
El tol solia parlar-se des del riu Ulúa a l'oest, fins a l'actual Trujillo a l'est, i fins al riu Sulaco a l'interior del sud. Aquesta àrea inclou les àrees al voltant d'El Progreso, La Ceiba, i possiblement també San Pedro Sula. La majoria dels tolupans havien fugit dels espanyols de les regions costaneres a principis del 1800. Els parlants de tol a La Montaña de la Flor van fugir de la vall de Yoro el 1865 per evitar que el governador local els reclutés a treballs forçats.

## Fonologia

### Consonants
|           |           | Bilabial | Alveolar | Palatal | Velar | Glotal |
| --------- | --------- | -------- | -------- | ------- | ----- | ------ |
| Oclusiva  | plana     | p        | t        |         | k     | ʔ      |
| Oclusiva  | aspirada  | pʰ       | tʰ       |         | kʰ    |        |
| Oclusiva  | ejectiva  | pʼ       | tʼ       |         | kʼ    |        |
| Africada  | plana     |          |          | t͡ɕ      |       |        |
| Africada  | aspirada  |          |          | t͡ɕʰ     |       |        |
| Africada  | ejectiva  |          |          | t͡ɕʼ     |       |        |
| Fricativa | Fricativa | β        | s        |         |       | h      |
| Nasal     | Nasal     | m        | n        |         | ŋ     |        |
| Lateral   | Lateral   |          | l        |         |       |        |
| Semivocal | Semivocal | w        |          | j, j̈    |       |        |

### Vocals
|          | Frontal | Central | Posterior |
| -------- | ------- | ------- | --------- |
| Tasncada | i       | ɨ       | u         |
| Mitjana  | e       |         | o         |
| Oberta   |         | a       |           |

## Gramàtica
La següent visió general es basa en (2014).

### Ordre constituent
L'ordre constituent bàsic del tol és SOV i el llenguatge mostra un ordre final constantment constituent, és a dir, els verbs segueixen el subjecte i l'objecte, hi ha postposició en lloc de preposicions i les conjuncions subordinades apareixen al final de les clàusules subordinades.

### Inflexió
Els verbs i els noms s’inclinen per persona, nombre i, en el cas dels verbs, el temps, utilitzant diversos mitjans morfo-sintàctics diferents que sovint entren en conflicte amb diversos significats (poliexponencialitat). Aquests mitjans inclouen la prefixació, la sufixació i la fixació, l’ablaut i el canvi d’estrès i l’ús de pronoms independents. El temps també s’expressa mitjançant l’ús de partícules. El número només es marca en frases nominals amb referents animats. A continuació es donen alguns exemples.
m-wayúm 'el meu marit'
w-y-ayúm 'el teu marit'
woyúm 'el seu marit'
kʰis wayúm 'el nostre marit'
his wayúm 'el vostre marit'
his wayúm 'llur marit'
napʰ üsü müˀüs 'Estic bevent aigua'
hipʰ üsü müs 'Estàs bevemt aigua'
hupʰ üsü mü 'està bevent aigua'
kupʰ üsü miskʰékʰ 'estem bevent aigua'
nun üsü müskʰé 'esteu bevent aigua'
yupʰ üsü miˀün 'estan bevent aigua'
La majoria dels substantius prenen un dels tres sufixos: -(sV)s, -(V)N, -(V)kʰ.
Exemples:
wo-sís 'casa' (arrel: wa)
sitʰ-ím 'alvocat' (arrel: sitʰ)
kʰon-íkʰ 'llit' (arrel: kʰan)
Els noms que mai prenen sufixos es refereixen a parts del cos i termes de parentiu.